# Carlos Coelho (polityk)
Carlos Miguel Maximiano de Almeida Coelho (ur. 20 maja 1960 w Lizbonie) – portugalski polityk, sekretarz stanu w resorcie oświaty (1994–1995), deputowany krajowy, deputowany do Parlamentu Europejskiego.

## Życiorys
W młodości pracował jako specjalista ds. ubezpieczeń. W drugiej połowie lat 70. został wybrany radnym Sintry, a w 1979 uzyskał mandat posła do Zgromadzenia Republiki. Z powodzeniem ubiegał się o reelekcję w latach 1980, 1983, 1987 (z okręgu Lizbona), 1991 i 1995 (z okręgu Santarém). Był przewodniczącym komisji ds. młodzieży (1987–1995) oraz wiceprzewodniczącym grupy parlamentarnej Partii Socjaldemokratycznej (1989–1998).
Był działaczem młodzieżowym, pełnił funkcje przewodniczącego młodzieżówki socjaldemokratów (1986–1988) oraz przewodniczącego ogólnego zgromadzenia krajowej rady młodzieży (1987–1990). Pełnił też funkcję wiceprzewodniczącego rady nadzorczej związanego z PSD instytutu Instituto Francisco Sá Carneiro (2000–2006).
Od 1994 do 1995 sprawował urząd sekretarza stanu w ministerstwie oświaty, wcześniej zasiadał w krajowej komisji ds. reformy systemu szkolnego (1986–1987) oraz w krajowej radzie szkolnictwa (1990–1994). Od stycznia do lipca 1994 pełnił obowiązki posła do Parlamentu Europejskiego, podobnie w okresie od 1998 do 1999 (zastąpił wówczas Antónia Capucho). W 1999, 2004, 2009 i 2014 uzyskiwał mandat na kolejne kadencje, wykonując go do 2019. Powrócił do Europarlamentu w trakcie IX kadencji w 2023.